# Congofloden
|  | Congo kan også være betegnelse for en række andre steder og folk, se Congo; Zaïre kan også være navnet på det land, der i dag hedder Den Demokratiske Republik Congo |
Congofloden, også kaldet Zaïrefloden el. Congo-Lualaba, er en flod i det centrale Afrika.
Floden har sit udspring i området Katanga i Den Demokratiske Republik Congo og løber ud i Atlanterhavet ved Soyo i Angola på grænsen til den Demokratiske Republik Congo.
Floden er ca. 4.700 km lang og den næstlængste i Afrika efter Nilen. Den har den næststørste gennemstrømning i verden efter Amazonfloden og er verdens dybeste flod, der når over 220 m visse steder.